# Psyche semnodryas
Psyche semnodryas är en fjärilsart som beskrevs av Edward Meyrick 1922. Psyche semnodryas ingår i släktet Psyche och familjen säckspinnare. Inga underarter finns listade.